# Bathyplectes immolator
Bathyplectes immolator là một loài tò vò trong họ Ichneumonidae.